# بنتو لينكس
بنتو (بالإنجليزية: Pentoo)‏ هي توزيعة لينكس قرص حي معتمدة على جينتو لأغراض الأمن واختبار الاختراق.

## وصلات خارجية
- الموقع الرسمي